# Shishmaref
Shishmaref bzw. Qiġiqtaq in der Inupiaq-Sprache oder russisch Шишмарёв ist ein Dorf in der Nome Census Area des US-Bundesstaats Alaska mit 613 Einwohnern (2019).

## Geographie
Shishmaref liegt auf Sarichef Island, die der Seward-Halbinsel vorgelagert ist und liegt direkt an der Tschuktschensee. Im Westen befindet sich die Beringstraße, im Osten der Kotzebue-Sund. Das Festland mit dem Bering Land Bridge National Preserve im Süden ist rund 15 Kilometer entfernt. 200 Kilometer südlich liegt Nome und 170 Kilometer nordöstlich Kotzebue.

## Geschichte
Ureinwohner der Gegend waren Indigene Völker Alaskas (Eskimos), in erster Linie Mitglieder der Iñupiat, die ihren Lebensunterhalt vom Fischfang und der Jagd auf Karibus bestritten. Als der Forschungsreisende und Weltumsegler Otto von Kotzebue 1816 im Rahmen der Rurik-Expedition den Ort entdeckte, nannte er ihn Shishmaref, in Anlehnung an seinen Kapitän Gleb Simonowitsch Schischmarew. Im Jahr 1900 ließen sich einige Goldsucher dort nieder und 1901 wurde eine Poststelle eröffnet. Die offizielle Gründung von Shishmaref erfolgte erst am 13. Juli 1969. Eine schwere Sturmflut richtete im Jahr 1997 erhebliche Schäden in dem Ort an. Dabei erodierten Teile des Küstenstreifens und einige Häuser wurden ins Meer gespült. Auch danach kam es wiederholt zu Überflutungen an der Küste. Offensichtlich geht mit der globalen Klimaerwärmung ein Abschmelzen des Meereises sowie ein Auftauen des Permafrostbodens einher und führt zu einem Anstieg des Meeresspiegels. Aus diesem Grunde stimmten die Einwohner im Jahr 2002 dafür, den Ort aufzugeben und sich an anderer Stelle neu anzusiedeln. Wegen fehlender finanzieller Mittel konnte dieses Vorhaben nicht umgesetzt werden. 2016 votierten die Einwohner in einem Bürgerentscheid erneut mehrheitlich für eine Umsiedlung auf das Festland. Da die Frage der Finanzierung einer solchen Aktion weiterhin nicht geklärt ist, ist mit einer schnellen Umsetzung einer Umsiedlung nicht zu rechnen.

## Demografische Daten
Im Jahr 2014 wurde eine Einwohnerzahl von 579 Personen ermittelt. Dies bedeutet eine Zunahme gegenüber dem Jahr 2000 um 3,0 %. Das Durchschnittsalter lag 2014 mit 21,3 Jahren deutlich unterhalb des Wertes von Alaska, der 33,1 Jahre betrug. 94,7 % der Bewohner stammen von den Indigenen Völkern Alaskas ab.